# Rocky Gap (Virginie)
Rocky Gap est une census-designated place située dans le comté de Bland, dans l’État de Virginie, aux États-Unis. Lors du recensement de 2020, elle comptait 87 habitants.